# 2クール
『2クール』（ツークール）は、2008年（平成20年）4月5日から6月28日まで日本テレビほかで放送されていたテレビ番組。全13回。
日本テレビでは、毎週土曜日24:55 - 25:25（日曜日0:55 - 1:25）に、『サタデーTVラボ』枠にて放送していた。

## 概要
- 小林聡美ともたいまさこが、毎回異なるシチュエーションでトークを行う。また、#7、#10はドラマ仕立てとなっている。
- “筋書きのないドラマ”というコンセプトである。
- 演出スタッフには、映画『かもめ食堂』、『めがね』の監督である荻上直子と、フジテレビ系ドラマ『やっぱり猫が好き』の演出である芳住昌之がいる。
- 番組ホームページでは、番組が全編配信されている（2008年7月31日まで）。
- 番組自体はハイビジョン制作ではあるが、ハイビジョン制作で行われているほかの番組比べると、若干両端がカットされたサイズで放送されている。
- テレビ番組では珍しく、毎週エンディング曲がフルコーラスで流れる。
- 2011年1月12日から、札幌テレビで放送が始まる。
- 2012年9月7日から、スカパー!・日テレプラスで放送が始まる。

## キャスト

### レギュラー
- 小林聡美
- もたいまさこ

### ゲスト
- 市川実日子（第4、10話）
- 加瀬亮（第4話）
- 光石研（第4、7話）
- 飯島奈美（第6話）
- 珍しいキノコ舞踊団（第6話）
- 吉岡秀隆（第7話）
- 太田莉菜（第8話）
- 黒田潔（第9話）
- 岡田義徳（第10話）
- 井上陽水（第13話）

## サブタイトル
- #1…たき火（4月5日放送）
- #2…店番（4月12日放送）
- #3…赤ちゃん（4月19日放送）
- #4…同窓会（4月26日放送）
- #5…描かれる（5月3日放送）
- #6…差し入れ（5月10日放送）
- #7…つくし図書館（5月17日放送）
- #8…磯あそび（5月24日放送）
- #9…作品になる（5月31日放送）
- #10…2008年 宇宙の旅（6月7日放送）
- #11…ホテルの休日（6月14日放送）
- #12…旅（6月21日放送）
- #13（最終話）…船で話す（6月28日放送）

## スタッフ
- 企画・構成：霞澤花子
- 演出：松本佳奈、伊江なつき、榎本賢治、荻上直子、芳住昌之、松本彩夏
- 撮影：谷峰登
- スタイリスト：堀越絹衣
- ヘアメイク：北一騎、宮田靖士
- 音楽：金子隆博
- 振り付け：伊藤千枝
- エンディングテーマ：ハンバート ハンバート『罪の味』（シングルは配信限定版のもの。アルバム「シングルコレクション2002-2008」にも収録(デモトラック)）。
- プロデューサー：町尻具宗、小室秀一、植野浩之、武藤牧子
- チーフプロデューサー：福地聡
- 企画制作：日本テレビ
- 制作協力：パラダイス・カフェ、シャシャ・コーポレイション
- 制作著作：D.N.ドリームパートナーズ、VAP

## 放送局
- 日本テレビ
- 静岡第一テレビ
- 長崎国際テレビ（金曜日0:25 - 0:55に放送、約2週遅れ）
- 札幌テレビ（水曜日1:00 - 1:30に放送、約1年9ヶ月週遅れ）